# Пролећна изложба УЛУС-а (2020)
Пролећна изложба УЛУС-а (2020), одржана у периоду од 30. маја до 26. јуна 2020. године. Изложба је представљена у галеријском простору Удружења ликовних уметника Србије, односно у Уметничком павиљону "Цвијета Зузорић" под именом Где будућност почиње? Кустоскиња изложбе била је Мирјана Драгосављевић.

## Уметнички савет
- Данило Прњат
- Наташа Кокић
- Јованка Младеновић
- Кристина Ристић
- Сања Томашевић
- Симонида Радоњић

## Излагачи
1. Јелена Аранђеловић
2. Арион Аслани
3. Бошко Атанацковић
4. Марија Бјекић
5. Марион Дедић
6. Даниела Фулгоси
7. Јован Јовић
8. Синиша Илић
9. Бојан Ђорђев
10. Јадран Крнајски
11. Неда Ковинић
12. Драгана Купрешанин
13. Милица Лазаревић
14. Јелена Марјановић
15. Дејан Марковић
16. Ана Марковић
17. Никола Марковић
18. Лидија Мићовић
19. Стефанија Михајловић
20. Наталија Миладиновић
21. Марко Милић
22. Даринка Поп-Митић
23. Мирон Мутаовић
24. Татјана Јанковић Недељковић
25. Марија Николић
26. Анастасија Павић
27. Катарина Поповић
28. Дарија Радаковић
29. Никола Радосављевић
30. Даница Радовановић
31. Харис Рахић
32. Небојша Ракоњац
33. Душан Савковић
34. Маја Симић
35. Андреј Синадиновић
36. Ивана Смиљанић
37. Ања Тончић
38. Ранко Травањ
39. Марија Урошевић
40. Габриела Васић
41. Весна Весић
42. Ненад Зељић
43. Ивана Живић
44. Владимир Бјеличић
45. Лидија Делић
46. Душица Дражић
47. Олга Димитријевић
48. Група Доплгенгер
49. Лука Кнежевић-Стрика
50. Група КУРС и Бојан Кривокапић
51. Јелена Мијић
52. Андреа Палашти
53. Вахида Рамујкић
54. Дејан Васић
55. Александра Секулић